# Espargos de Rommel

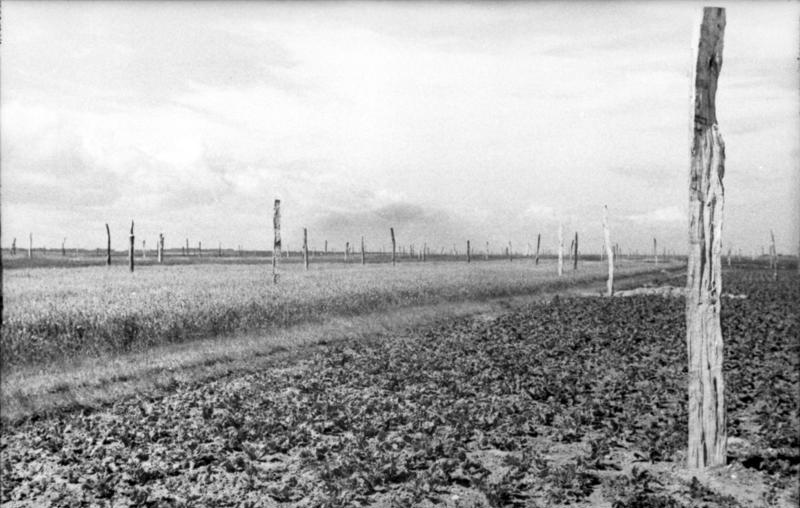
Postes de madeira colocados na França em 1944 para causar danos a planadores militares e matar ou ferir a infantaria de planadores

Os aspargos de Rommel (português brasileiro) ou espargos de Rommel (português europeu) (em alemão:  Rommelspargel; pronúncia em alemão: [ˈʁɔml̩ˌʃpaʁɡl̩] (escutarⓘ)) eram toras de 4 a 5 metros, que o Eixo colocava nos campos e prados da Normandia para causar danos à esperada invasão de planadores e paraquedistas militares aliados. Também conhecido em alemão como Holzpfähle (“postes de madeira”), os defensores de madeira foram colocados no início de 1944 nas áreas costeiras da França e da Holanda contra a infantaria aerotransportada. Rommelspargel recebeu o nome do marechal de campo Erwin Rommel, que ordenou seu design e uso; o próprio Rommel chamou o conceito defensivo de Luftlandehindernis (“obstáculo de pouso aéreo”).
Embora as forças de Rommel tenham colocado mais de um milhão de postes de madeira nos campos, seu efeito na invasão da Normandia foi inconseqüente. Mais tarde, na Riviera Francesa, apenas cerca de 300 baixas aliadas foram atribuídas à tática. Essas baixas podem ter sido causadas imediatamente ou ao longo do tempo de trauma no cérebro, órgãos, infecção, etc.
Os espargos de Rommel referem-se especificamente a postes de madeira usados contra invasões aéreas. O termo também tem sido usado para descrever toras de madeira colocadas nas praias do Canal da Mancha e do Oceano Atlântico para interromper o desembarque anfíbio de tropas. Os testes descobriram, que essas defesas de madeira eram muito fracas para parar os barcos, e foram amplamente abandonadas em favor de Hemmbalken (“vigas de obstrução”) e outras defesas de praia.

## Design e desenvolvimento

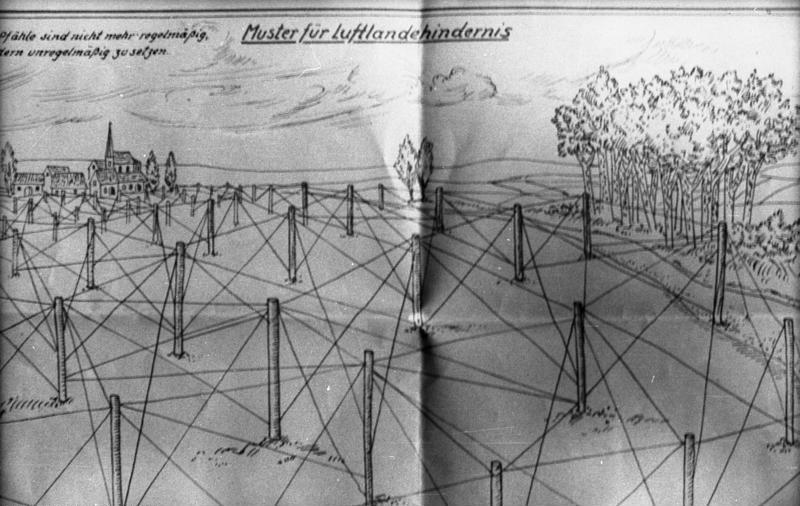
Para seus comandantes subordinados, o marechal de campo Erwin Rommel enviou planos para toras de madeira e defesas de arame.

Em novembro de 1943, Rommel assumiu o comando do Grupo B do Exército Alemão na França ocupada. Ele também assumiu o controle das defesas da Muralha do Atlântico nas costas francesas voltadas para o Reino Unido e durante uma visita às fortificações anti-invasão Rommel concluiu, que as defesas teriam que ser melhoradas, e rapidamente. Ele ordenou que milhões de troncos de árvores e toras de madeira fossem colocados contra as forças aerotransportadas. Arame farpado e fios de disparo deveriam ser amarrados entre os postes. Nos planos, que Rommel enviou a seus subordinados, o sistema completo de postes de madeira e fios de interconexão foi chamado de Luftlandehindernis.
Ao longo dos campos e prados do interior onde os planadores inimigos poderiam pousar, Rommel especificou, que postes de madeira de 15 a 30 centímetros de diâmetro deveriam ser colocados no solo com cerca de 2 a 4 metros do poste projetando-se para cima. Em cada 1 quilômetro quadrado, seriam colocadas aproximadamente 1000 dessas defesas. Os postes de madeira deveriam ser feitos de troncos de árvores ou galhos de árvores muito grossos. Os topos dos postes costumavam ser conectados por fios de disparo, e cada três toras carregava uma mina ou granada de mão no topo. Não apenas troncos de árvores foram usados como postes, mas trilhos de aço foram colocados para o mesmo propósito em alguns locais.
Os obstáculos de pouso aéreo não foram a única tática, que Rommel usou contra invasores aéreos. Rommel ordenou a inundação de alguns campos para que as tropas de planadores e paraquedistas, que pousassem na água, se afogassem. Ele ordenou que as equipes de metralhadoras cobrissem as saídas dos campos, cercadas por sebes altas e densas de bocage, para que a infantaria de planadores e os paraquedistas fossem atacados quando deixassem a zona de pouso. As próprias sebes de bocage eram o pior perigo para pousos seguros de planadores e causavam mais baixas de planadores do que Rommelspargel.
Rommel relatou após uma viagem de inspeção em abril de 1944, que “A construção de obstáculos antiparaquedistas fez grande progresso em muitas divisões. Por exemplo, uma divisão sozinha ergueu quase 300 000 estacas e um corpo de mais de 900 000.” Rommel enfatizou, que “Erigir apenas estacas não torna os obstáculos completos; as estacas devem ser amarradas juntas e as conchas e minas presas a elas… Ainda será possível para o gado amarrado pastar sob esses obstáculos minados.”

## História operacional

### Invasão da Normandia
A partir de fevereiro de 1944, o reconhecimento aliado mostrou a presença crescente de Rommelspargel em campos de pouso, colocados a cerca de 23 a 30 metros de distância. O comandante em chefe Trafford Leigh-Mallory, encarregado da Força Aérea Expedicionária Aliada, que conduziria operações aéreas durante a invasão da Europa, estudou a ameaça e projetou tropas de planadores levando até 70% das baixas de todas as fontes, principalmente de os postes de madeira. Em 30 de maio, Leigh-Mallory foi ver Eisenhower, pois estava preocupado com as duas divisões aerotransportadas americanas, que enfrentavam “matança fútil”, saltando sobre os aspargos de Rommel com pesadas perdas; ele recomendou que a queda para o oeste fosse cancelada (mas a queda britânica era menos perigosa). Eisenhower consultou seus comandantes aerotransportados e decidiu que Leigh-Mallory estava errado; significaria o cancelamento do ataque à praia de Utah.
No entanto, os líderes aliados notaram, que os planejadores alemães pareciam esperar, que os pousos aéreos fossem realizados relativamente longe das praias. Em resposta, os planos de invasão concentraram a maioria dos desembarques perto das praias, onde menos campos foram plantados com Rommelspargel.
A maior parte do contato dos Aliados com Rommelspargel na Normandia foi por forças aerotransportadas britânicas. Durante a Operação Tonga, a invasão aérea britânica da Normandia, os planadores Airspeed Horsa pousaram entre os postes de madeira e sofreram baixas. Alguns planadores naufragaram perto de Sainte-Mère-Église, onde também pousaram paraquedistas americanos. Onde encontradas, as forças britânicas explodiram as toras com dinamite e limparam os campos de pouso para reforços.
Em 6 de junho de 1944 e posteriormente, a maioria dos desembarques aéreos americanos na Normandia foi realizada em áreas, que não estavam repletas de Rommelspargel. Alguns lances, porém, esbarraram com força na defesa. Acompanhando a 82.ª Divisão Aerotransportada, Tito Moruza desembarcou no Dia D com ordens de vestir roupas civis e seguir para Paris para apreender documentos da Gestapo. Seu planador atingiu uma defesa de poste de madeira, que rasgou os três soldados sentados ao lado dele, ferindo-os mortalmente. Mais baixas foram infligidas durante a entrega de reforços de infantaria de planadores, quando cerca de 16–18 planadores pousaram em um campo de Rommelspargel e as tropas, que rastejaram dos planadores destruídos, foram imediatamente alvo de fogo de armas leves alemãs. Dos 250 soldados, que desembarcaram, cerca de 50 a 60 sobreviveram.
Uma vez que as tropas aliadas estavam no chão, algumas unidades alemãs usaram os Rommelspargel para defesa, cortando-as e usando as toras para reforçar posições improvisadas. Sturmmann Karl Vasold da 12.ª Divisão Panzer SS Hitlerjugend descreveu como sua unidade cavou sob fogo em uma trincheira de tanque e trincheiras na estrada de Buron para Villons-les-Buissons, e usou postes dos Rommelspargel cortados para cobrir suas posições e protegê-los do fogo inimigo.

### Sul da França
Em 29 de junho de 1944, o general de infantaria alemão Friedrich Wiese foi colocado no comando da Riviera Francesa, onde se esperava, que os Aliados conduzissem uma invasão à França de Vichy. Wiese ordenou que Rommelspargel fosse plantado em vinhedos e campos de Nice a Marselha. Em 15 de agosto, paraquedistas e planadores aliados da 1.ª Força-Tarefa Aerotransportada de nacionalidade mista do general Robert T. Frederick pousaram na Operação Dragão. Uma das unidades constituintes, o 551.º Batalhão de Infantaria Paraquedista, caiu sobre Draguignan a 42 quilômetros da costa. Alguns planadores foram destruídos por Rommelspargel, mas mais foram destruídos por outros obstáculos, como árvores, e por planadores pousando uns sobre os outros. Um oficial do 551º, major “Pappy” Herrmann, viu os danos infligidos aos planadores pelos postes de madeira e concluiu por si mesmo: “Vou me limitar aos paraquedas”.
No total, as estacas de madeira causaram cerca de 300 baixas na 1ª Força-Tarefa Aerotransportada.

## Defesas da Muralha do Atlântico

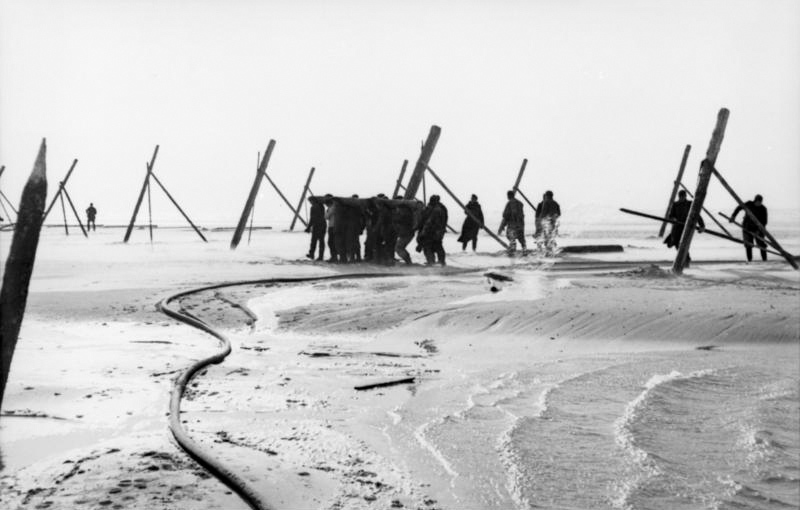
Em 1943, as tropas usaram pressão hidráulica para colocar postes altos de madeira (Hochpfähle) na areia da praia

Antes de Rommel ser designado para a defesa da Muralha do Atlântico, obstáculos ao desembarque anfíbio estavam sendo construídos nas praias da Bélgica e da França. Em 3 de fevereiro de 1944, durante uma visita à praia de Neufchâtel-Hardelot, Rommel foi mostrado um método pelo qual as tropas locais empregavam uma mangueira de água de alta pressão para criar rapidamente um buraco na areia da praia, um que poderia ser usado para colocar madeira alta estacas na praia como um obstáculo para as embarcações de desembarque. O método da mangueira de água levou três minutos, quinze vezes mais rápido do que usar um bate-estacas. Rommel ordenou que tais métodos fossem usados para colocar vigas de madeira, trilhos de metal e outras obstruções ao longo das praias da Normandia. Quase 11 000 foram colocados na parte sul da costa da Normandia, onde os Aliados eventualmente desembarcariam.

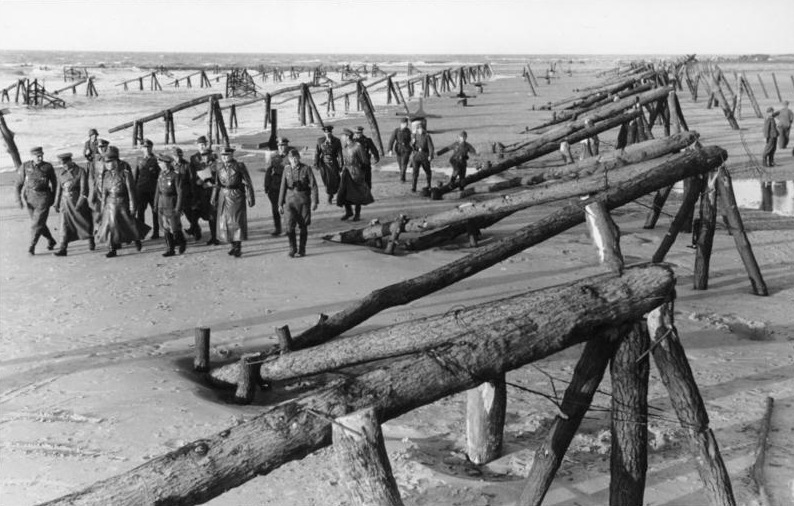
Rommel inspeciona uma instalação de vigas de obstrução (Hemmbalken) em abril de 1944

No entanto, um teste contra as estacas de madeira em meados de fevereiro mostrou, que elas eram muito fracas para parar uma embarcação de desembarque britânica capturada. Como resultado, um projeto mais forte foi elaborado usando uma viga maior colocada em um ângulo e reforçada com outras vigas grossas, a maioria encimada por uma Tellermine. Os obstáculos mais robustos foram chamados Hemmbalken, ou “vigas de obstrução”. As vigas verticais originais foram deixadas no lugar e algumas delas foram cobertas com minas para maior eficácia. Os Hochpfähle às vezes são chamados de “espargos de Rommel” ou Rommelspargel por sua grande semelhança com as obstruções de pouso aéreo.
O comandante da Marinha dos EUA, Edward Ellsberg, disse sobre os vários obstáculos da Muralha do Atlântico: “Rommel confundiu completamente nossos planos. Atacando na maré alta como pretendíamos, nunca conseguiríamos tropas suficientes sobre esses obstáculos…” Em vez disso, os Aliados desembarcaram na maré baixa, o que aumentou o comprimento da praia a ser atravessada, mas descobriu e revelou os obstáculos, reduzindo muito sua eficácia.